# Sophia Aguiar
Sophia Cristina Aguiar (Miami, 5 de agosto de 1988) é uma dançarina, coreógrafa e atriz. Nascida em Miami, Flórida, nos Estados Unidos, é filha de Ray Aguiar e de Maria Aguiar. Sophia tem duas irmãs, Ami Aguiar e Jenisse Perez, e dois irmãos, Daniel Aguiar e Chris Perez. Sophia está em um relacionamento com o coreógrafo e dançarino David Moore desde 22 de janeiro de 2008.

## Carreira
Sophia começou a dançar aos quatro anos de idade. Treinou em vários estúdios locais, aprendendo todos os estilos de dança com vários professores. Sophia se formou na escola secundária G. Holmes Braddock em 2006, em seguida, mudou-se para Los Angeles. No mesmo ano, obteve sua primeira apresentação com Beyoncé no MTV Video Music Awards (VMA) e apareceu no vídeo musical "Get Me Bodied" da Beyoncé. Entre 2008 e 2009, excursionou com Keri Hilson na turnê I Am Music do Lil Wayne, e já apareceu nos vídeos musicais Turnin' Me On e Slow Dance da Keri Hilson.
Entre 2009 e 2010, excursionou com a turnê Year of the Gentleman do Ne-Yo e apareceu no vídeo musical Beautiful Monster. Em 2009 Sophia fez uma participação para uma canção de Colby O'Donis, "Don't Turn Back".
Em 2010, se apresentou com Usher no prêmio Grammy e realizou com Jason Derülo no prêmio Teen Choice.